# Pietracupa
Pietracupa är en ort och kommun i provinsen Campobasso i regionen Molise i Italien. Kommunen hade 215 invånare (2018).